# Lipoatròfia semicircular
La lipoatròfia semicircular és un trastorn del greix subcutani que se sol manifestar amb un enfonsament a la cara anterior i lateral de les cuixes i, a vegades, dels avantbraços. Es pot presentar en una extremitat (unilateral) o en les dues (bilateral). A vegades es pot acompanyar de picors, alteracions en la sensibilitat de la zona afectada i dolor. La malaltia, benigne i reversible, sol afectar les dones i acostuma a aparèixer a les cuixes. La lipoatròfia semicircular afecta els oficinistes. Típicament consisteix en una disminució del greix de les cuixes formant un semicercle a uns 72 cm del sòl, distància que coincideix amb l'alçada dels mobles d'oficina. La Generalitat de Catalunya reconeix la lipoatròfia semicircular com a accident laboral, i tot i que encara se n'estan estudiant les causes, tindrien a veure amb un entorn laboral amb baixa humitat relativa, amb taules amb estructures metàl·liques, amb cantells a 72 centímetres d'alçada, i sense preses a terra, la qual cosa afavoreix les descàrregues electroestàtiques.
Tot i que hi ha hagut algun cas anterior, la malaltia va aparèixer en forma de brot el febrer de 2007 i des d'aleshores se n'han anat detectant diferents brots en oficines. Tot i que és una malaltia força desconeguda, amb poca literatura científica i poc estudiada, es creu que hi ha diversos factors (presents on n'hi ha hagut casos) que en faciliten l'aparició: llocs amb una baixa humitat relativa, taules amb estructura metàl·lica i descàrregues electroestàtiques. Al tenir lloc en l'ambient laboral, a Catalunya, és considerada com a accident laboral. Els departaments de Treball i Salut de la Generalitat de Catalunya i l'Agència de Salut Pública de Barcelona (ASPB) han realitzat i presentat el primer protocol per fer front a la lipoatròfia semicircular.
El protocol indica que els casos de lipoatròfia semicircular, si es produeixen a conseqüència del treball, s'han de considerar accident laboral.